# Пейдж, Эдгар
Эдгар Уэлс Пейдж (англ. Edgar Wells Page; 31 декабря 1884, Вулвергемптон — 12 мая 1956, Вулвергемптон, Стаффордшир) — английский хоккеист на траве, полузащитник. Олимпийский чемпион 1908 года.

## Биография
Эдгар Пейдж родился 31 декабря 1884 года в британском городе Вулвергемптон.
После окончания школы играл в футбол, крикет и хоккей на траве, где представлял команды «Пенн-Филдс», «Вулвергемптон» и «Нортгемптон» и сборную Стаффордшира. В 1907—1920 годах выступал за сборную Англии по хоккею на траве, провёл 16 матчей.
В 1908 году вошёл в состав сборной Англии по хоккею на траве на летних Олимпийских играх в Лондоне и завоевал золотую медаль, которая пошла в зачёт Великобритании. Играл на позиции центрального полузащитника, провёл 3 матча, мячей не забивал.
В 1905—1927 годах играл в крикет за Стаффордшир в чемпионате малых графств Англии, провёл один первоклассный матч.
Участвовал в Первой мировой войне, награждён Военным крестом.
Умер 12 мая 1956 года в Вулвергемптоне.